# Joakim Persson (football, 2002)
Joakim Persson, né le 3 avril 2002 en Suède, est un footballeur international suédois qui évolue au poste d'avant-centre à l'IK Sirius.

## Biographie

### En club
Né en Suède, Joakim Persson commence le football à l'Utbynäs SK avant de rejoindre l'IK Sirius. Il joue son premier match en professionnel le 19 octobre 2019, lors d'une rencontre d'Allsvenskan, l'élite du football suédois, face à l'Östersunds FK. Il entre en jeu à la place d'Elias Andersson et son équipe s'incline (2-0 score final).
Le 28 novembre 2019, Persson signe son premier contrat professionnel avec l'IK Sirius, d'une durée de trois ans.
En août 2020, Persson est prêté jusqu'à la fin de l'année à l'IFK Luleå. Il découvre alors la troisième division suédoise, jouant son premier match le 23 août 2020, face au Täby FK (en). Il est titularisé et son équipe s'incline (3-0). Il inscrit son premier but en professionnel avec cette équipe, le 6 septembre 2020, lors d'un match de championnat contre le Sandvikens IF (2-2 score final).
En juillet 2021, Persson prolonge son contrat avec l'IK Sirius, étant désormais lié au club jusqu'en décembre 2024. Il est dans la foulée prêté à l'IK Brage.
Le 11 juin 2023, Persson inscrit son premier but en Allsvenskan contre l'IFK Göteborg. Entré en jeu à la place d'Edi Sylisufaj, il participe à la victoire de son équipe (2-0 score final),.